# Czernowitzer Tagblatt
Das Czernowitzer Tagblatt war eine deutschsprachige Tageszeitung in Czernowitz von 1903 bis 1916.

## Geschichte
Am 28. Januar 1903 erschien die erste Ausgabe des Czernowitzer Tagblatts.
Es wurde vom promovierten Journalisten Philipp Menczel gegründet und war die erste moderne deutschsprachige Tageszeitung in der Bukowina. Zu den technischen Neuerungen gehörten auch Rotationspressen. 
Im August 1903 verließ Philipp Menczel die Zeitung und gründete die Czernowitzer Allgemeine Zeitung. Neuer Chefredakteur des Czernowitzer Tagblatts wurde Karl Klüger.
Beide Tageszeitungen blieben die wichtigsten deutschsprachigen Tageszeitungen in der Bukowina, wobei das Czernowitzer Tageblatt liberal ausgerichtet war und die Czernowitzer Allgemeine Zeitung konservativer.
Das Czernowitzer Tagblatt berichtete über politische Tagesereignisse, über Wirtschaft, Kultur, Sport und weitere Themen. Es gab Fortsetzungsgeschichten, Anzeigen und weitere Ergänzungen. Die meisten Mitarbeiter waren deutschsprachige Juden, die Zeitung sympathisierte mit der zionistischen Bewegung und berichtete positiv über sie.
Auch während der russischen Besetzung 1914/15 konnte die Zeitung weiter erscheinen. Am 10. Juni 1916 wurde sie eingestellt. 
Ab 1918 erschien eine gemeinsame Kriegsausgabe Czernowitzer Allgemeine Zeitung. Czernowitzer Tagblatt, die 1919 eingestellt wurde.
Als liberale Nachfolgerin war 1918 das Czernowitzer Morgenblatt gegründet worden, allerdings mit einer anderen Redaktion. Von 1935 bis 1938 erschien noch einmal ein Czernowitzer Tagblatt.
Über die Geschichte des Czernowitzer Tagblatts gibt es bisher keine ausführlichere aktuelle wissenschaftliche Darstellung im Gegensatz zu anderen Czernowitzer Zeitungen, wahrscheinlich wegen deren kürzeren und früheren Erscheinens.
Czernowitz gehörte zu dieser Zeit zu Österreich-Ungarn und war ein Zentrum deutschsprachiger jüdischer Kultur. Seit 1919 gehörte die Bukowina zu Rumänien, später zur Ukraine (Tscherniwzi).